# Cung điện Drottningholm
Cung điện Drottningholm (tiếng Thụy Điển: Drottningholms slott) là một tư dinh của Hoàng gia Thụy Điển. Nó nằm tại Drottningholm, trên đảo Lovön, thuộc đô thị Ekerö, hạt Stockholm và là một trong số những Cung điện Hoàng gia của Thụy Điển. Nó ban đầu được xây dựng vào cuối thế kỷ 16, và nó từng là cung điện mùa hè của Hoàng gia Thụy Điển trong hầu hết thế kỷ 18. Ngoài việc là nơi ở riêng của Hoàng gia Thụy Điển, cung điện là một trong những điểm thu hút khách du lịch nhất ở Thụy Điển.
Ngoài việc dùng cung điện làm bảo tàng, hiện nay cung điện còn là nơi ở riêng của hoàng gia Thụy Điển Bernadotte, hiện là vua Carl XVI Gustaf và vợ Silvia, họ đã chuyển đến ở tại cánh phía nam và dùng làm dinh thự chính của họ vào năm 1982 và kể từ đó chỉ sử dụng Cung điện Stockholm làm nơi làm việc và cho các mục đích đại diện.
Cung điện  Drottningholm    từ năm 1935 được ghi tên vào  Byggnadsminne (danh sách tòa nhà và tượng đài di sản văn hóa tại Thụy Điển) và là di tích văn hóa Thụy Điển đầu tiên được ghi vào Danh sách Di sản Thế giới của UNESCO vì có hai tòa nhà đặc biệt, thuộc Lầu Trung Hoa (Kina slott, Trung Hoa các) và thuộc  Nhà hát Drottningholm (Drottningholms slottsteater).
Cung điện Drottningholm còn được gọi là "Cung điện Versailles của Thụy Điển".

## Lịch sử
Tên Drottningholm (có nghĩa đen là "Hòn đảo Nữ hoàng") đến từ Cung điện Phục hưng ban đầu được thiết kế bởi Willem Boy, một công trình bằng đá được xây dựng bởi John III vào năm 1580 dành tặng cho hoàng hậu Catherine Jagellon. Cung điện này được đặt trước một lâu đài hoàng gia được gọi là Torvesund.
Nữ hoàng Regent Hedwig Eleonora đã mua lâu đài năm 1661, một năm sau khi bà là Nữ hoàng Thụy Điển, nhưng nó đã bị cháy vào ngày 30 tháng 12 năm đó. Hedwig Eleonora tham gia cùng kiến trúc sư Nicodemus Tessin cha để thiết kế và xây dựng lại cung điện. Năm 1662, công việc bắt đầu lại. Khi cung điện gần hoàn thành, Nicodemus qua đời vào năm 1681. Con trai của ông là Nicodemus Tessin con tiếp tục công việc của cha mình và hoàn thành thiết kế nội thất vô cùng tinh xảo.
Trong thời kỳ tái thiết, Hedwig Eleonora là người đứng đầu chính quyền khi vua Karl XII của Thụy Điển còn nhỏ tuổi. Thụy Điển đã trở thành một quốc gia hùng mạnh sau Hòa ước Westfalen. Những nhà cai trị Thụy Điển yêu cầu một nơi ở ấn tượng nằm thuận tiện gần Stockholm.
Trong suốt triều đại của các vị vua Karl XI và Karl XII, triều thần thường có mặt tại cung điện để sử dụng cho việc săn bắn. Hedwig Eleonora sử dụng cung điện như một nơi ở mùa hè cho đến khi mất năm 1715, khi bà trở thành chủ nhân của triều đình hoàng gia trong thời gian vắng mặt của Charles XII trong Đại chiến Bắc Âu (1700-1721).

## Hình ảnh

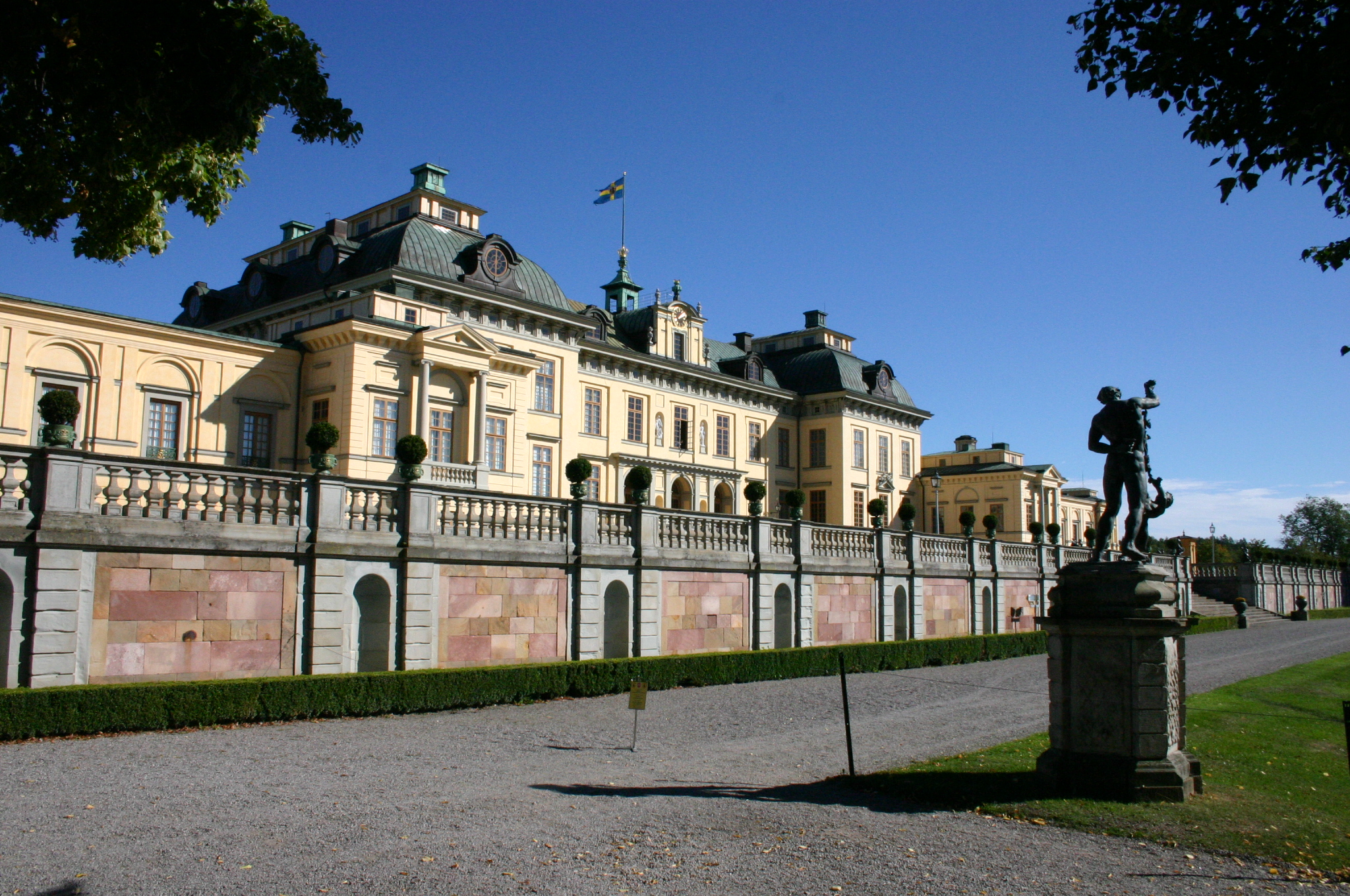
Mặt sau Cung điện Drottningholm
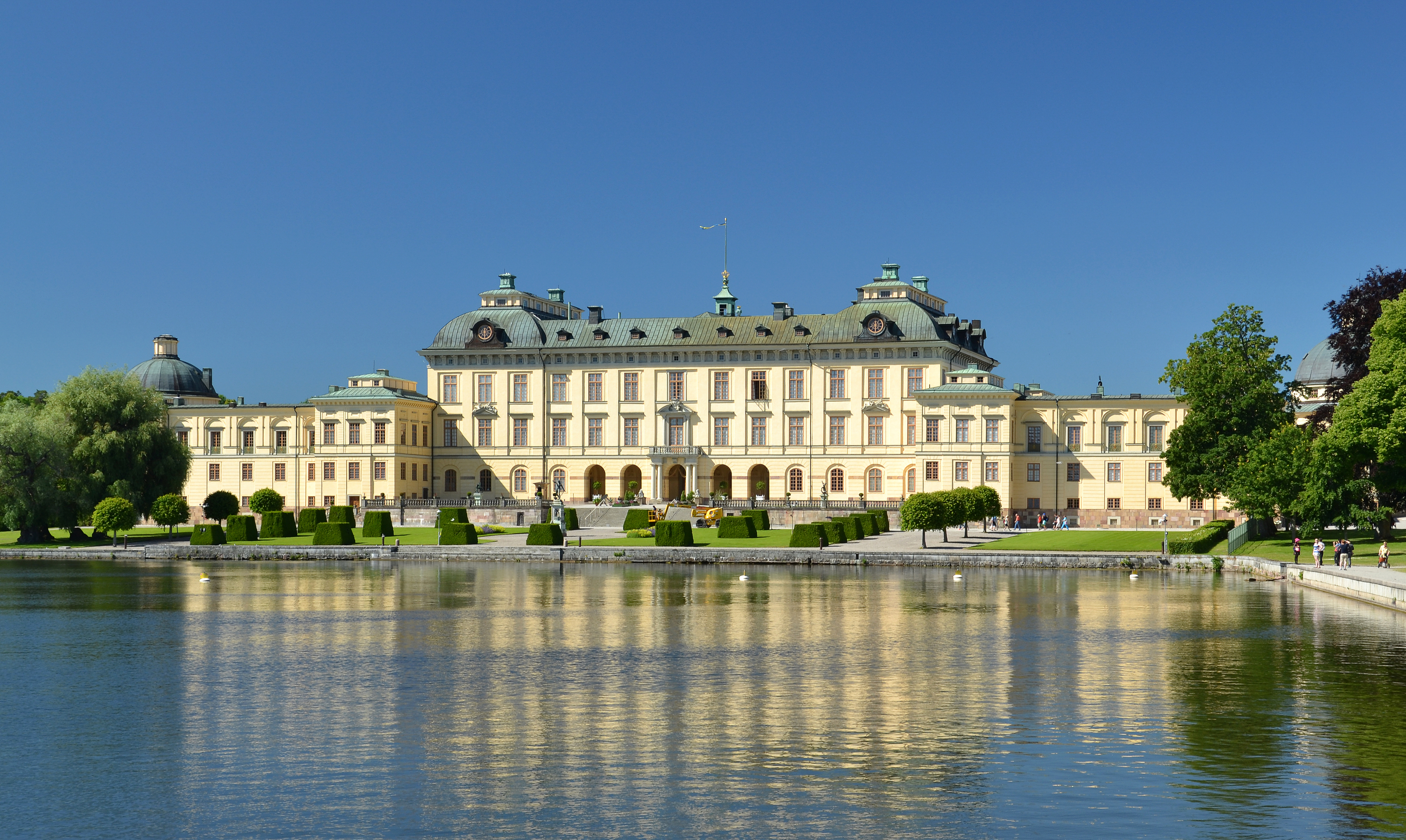
Mặt tiền phía đông
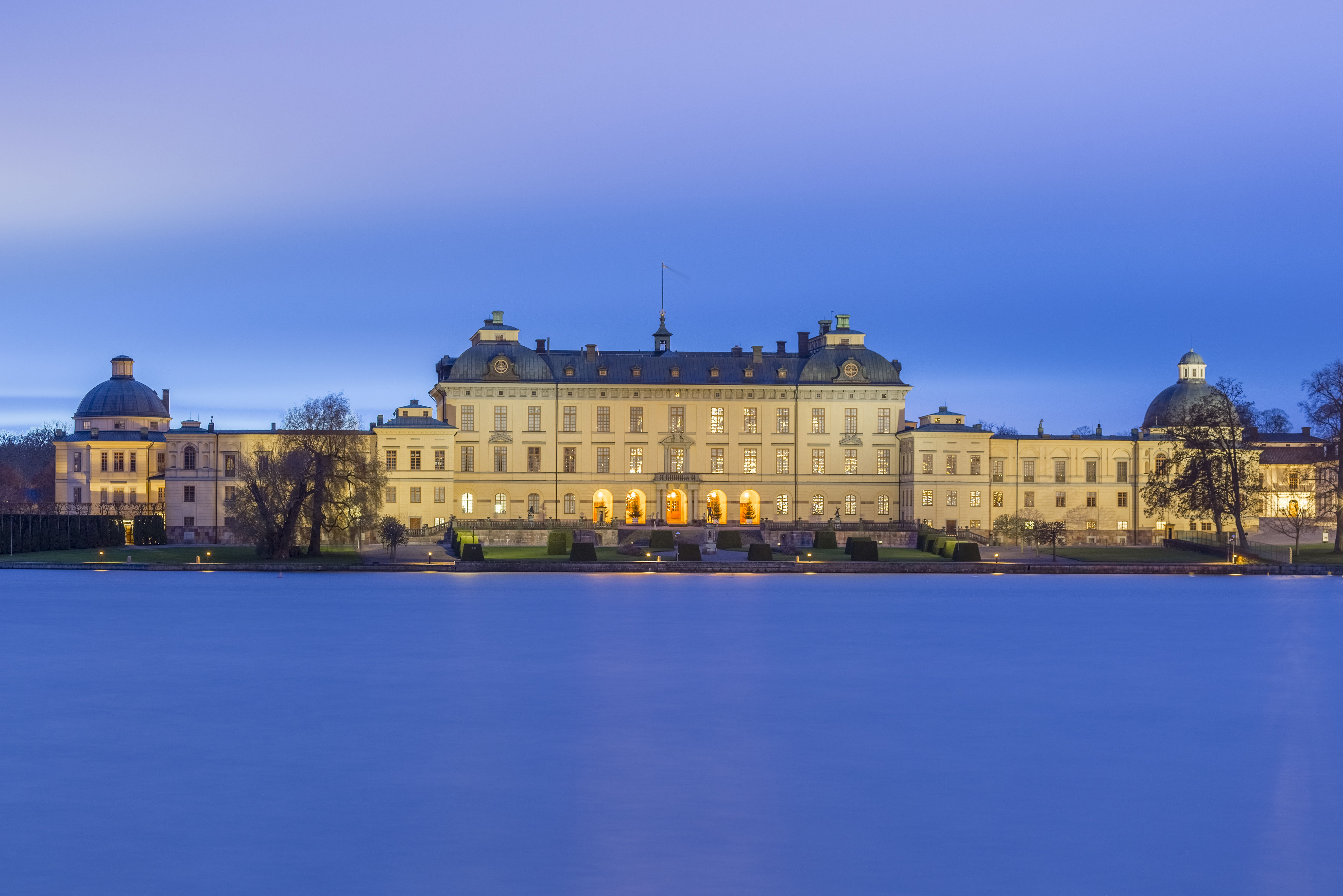
Cung điện nhìn từ Kärsön vào buổi tối
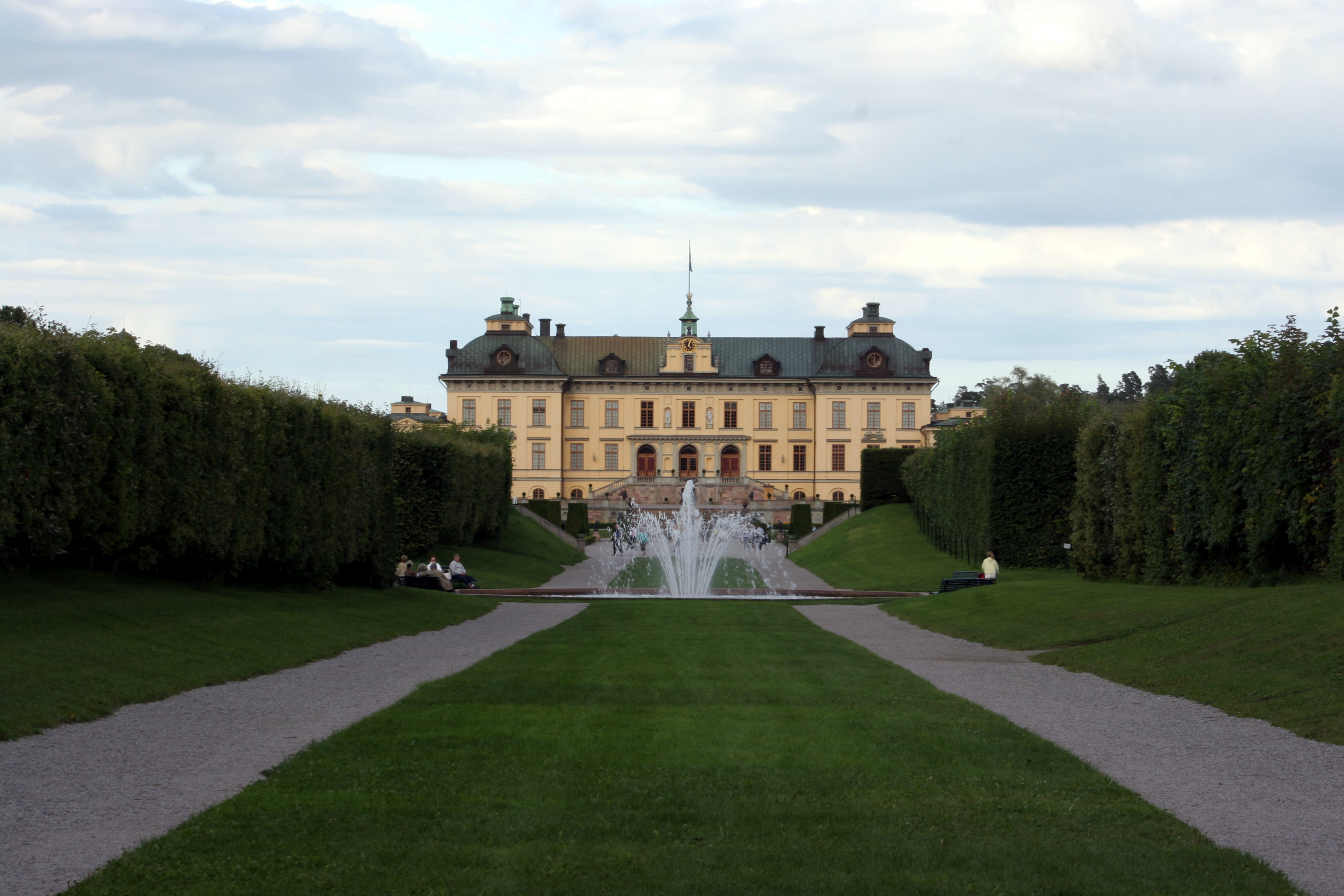
Đại lộ trước cung điện
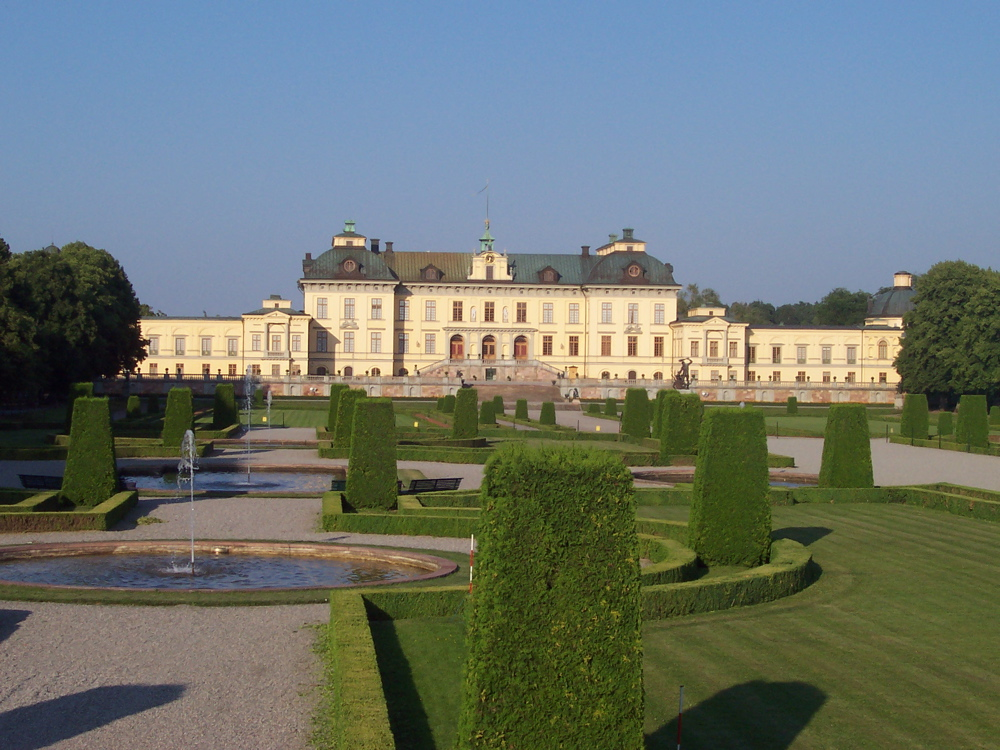
Vườn
Tranh khắc năm 1700Tranh khắc năm 1700
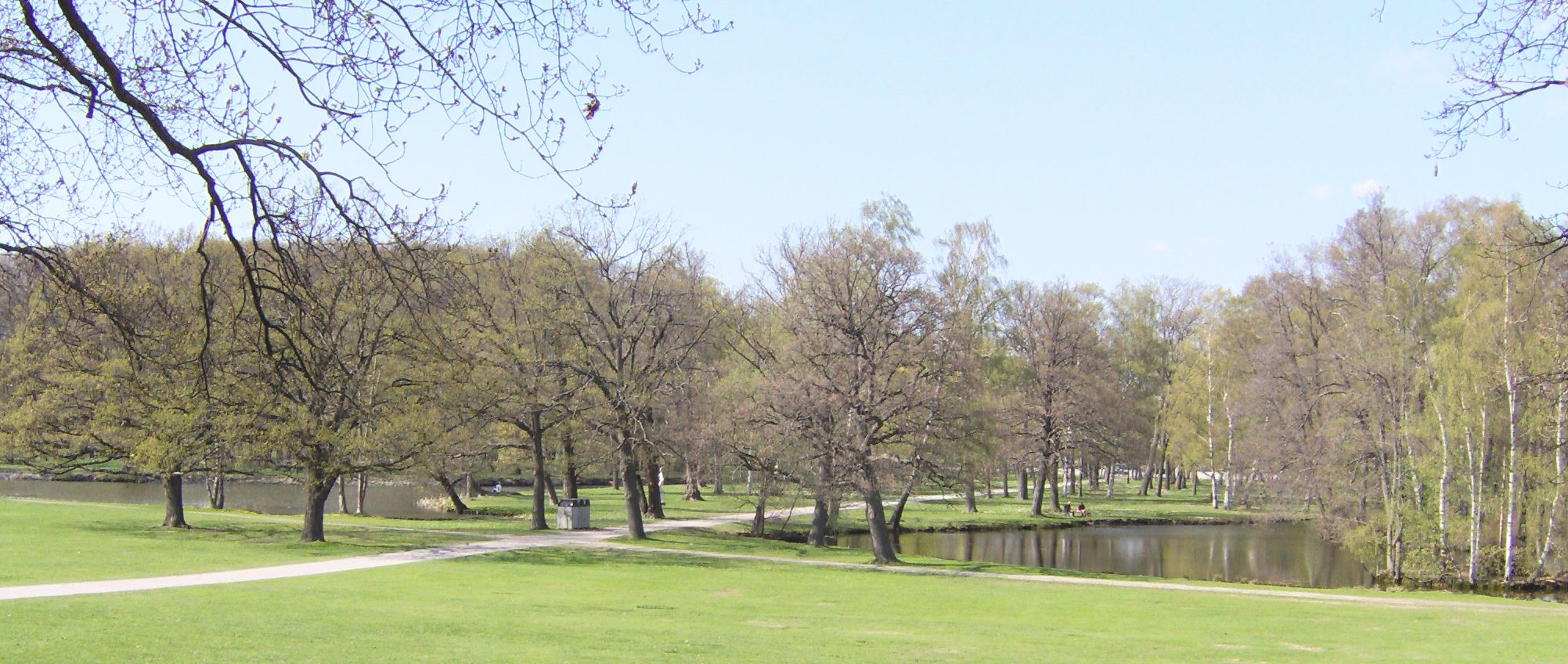
Vườn kiểu Anh
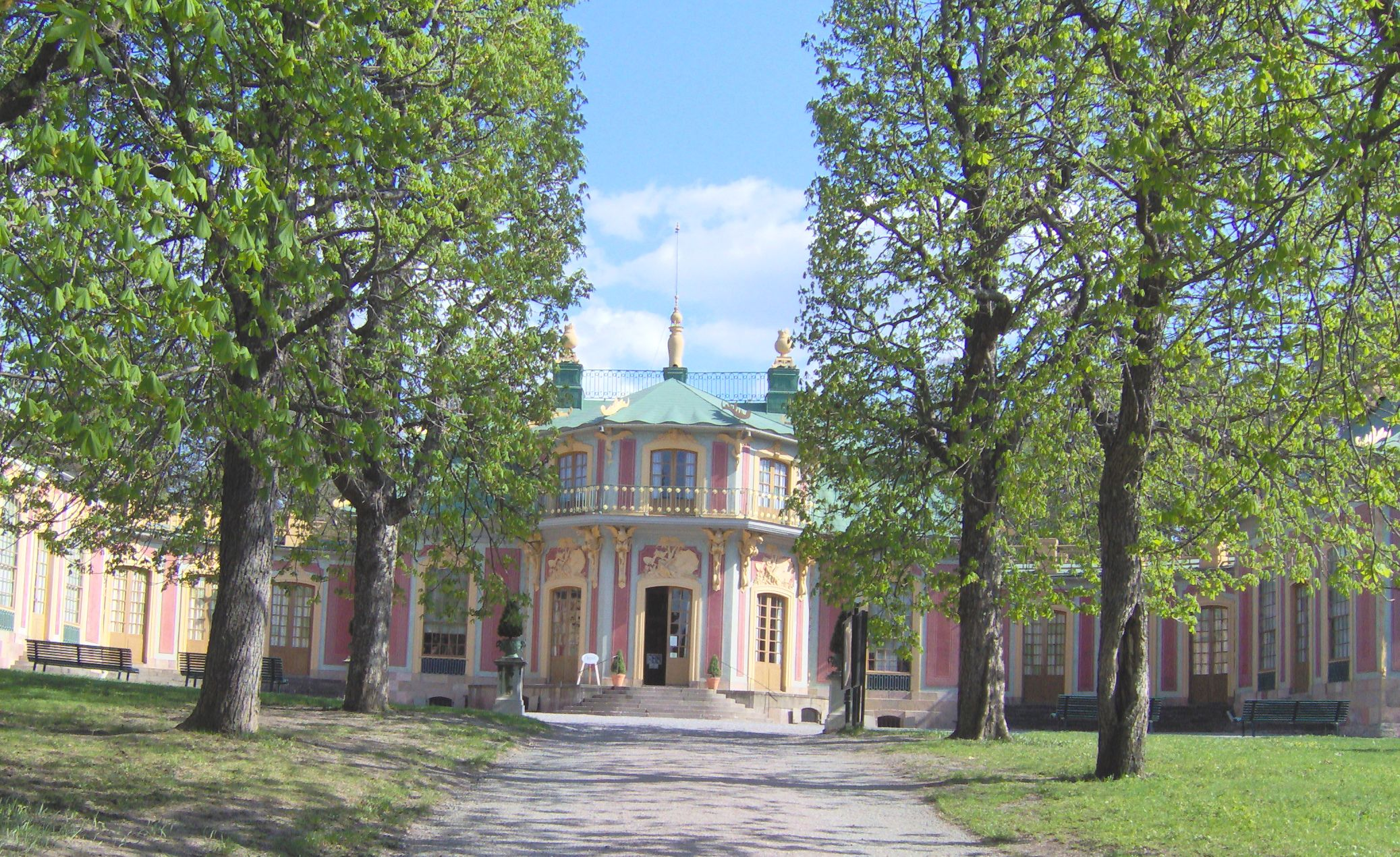
Trung Hoa các
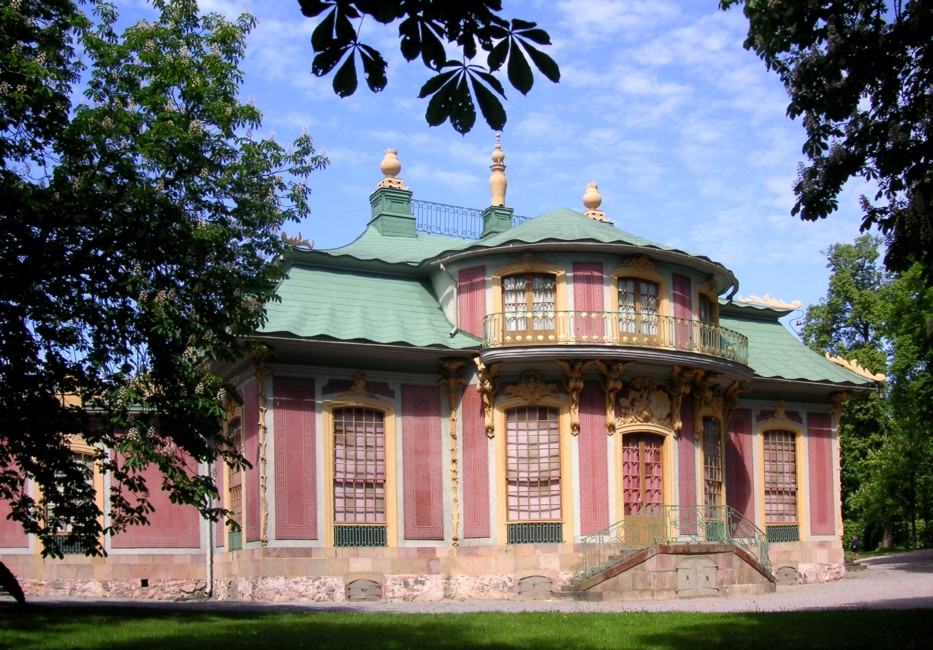
Trung Hoa các (Kina Slott)
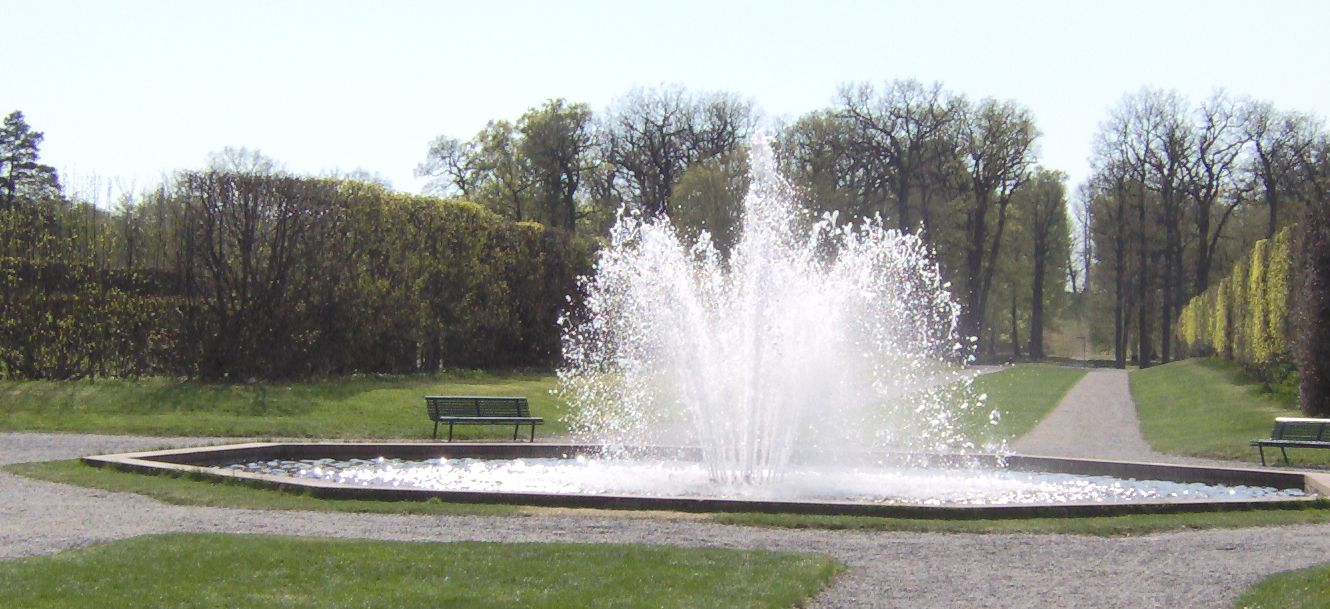
Vòi phun nước